# Trigonoptera tessellata
Trigonoptera tessellata là một loài bọ cánh cứng trong họ Cerambycidae.